# شيش طاووق

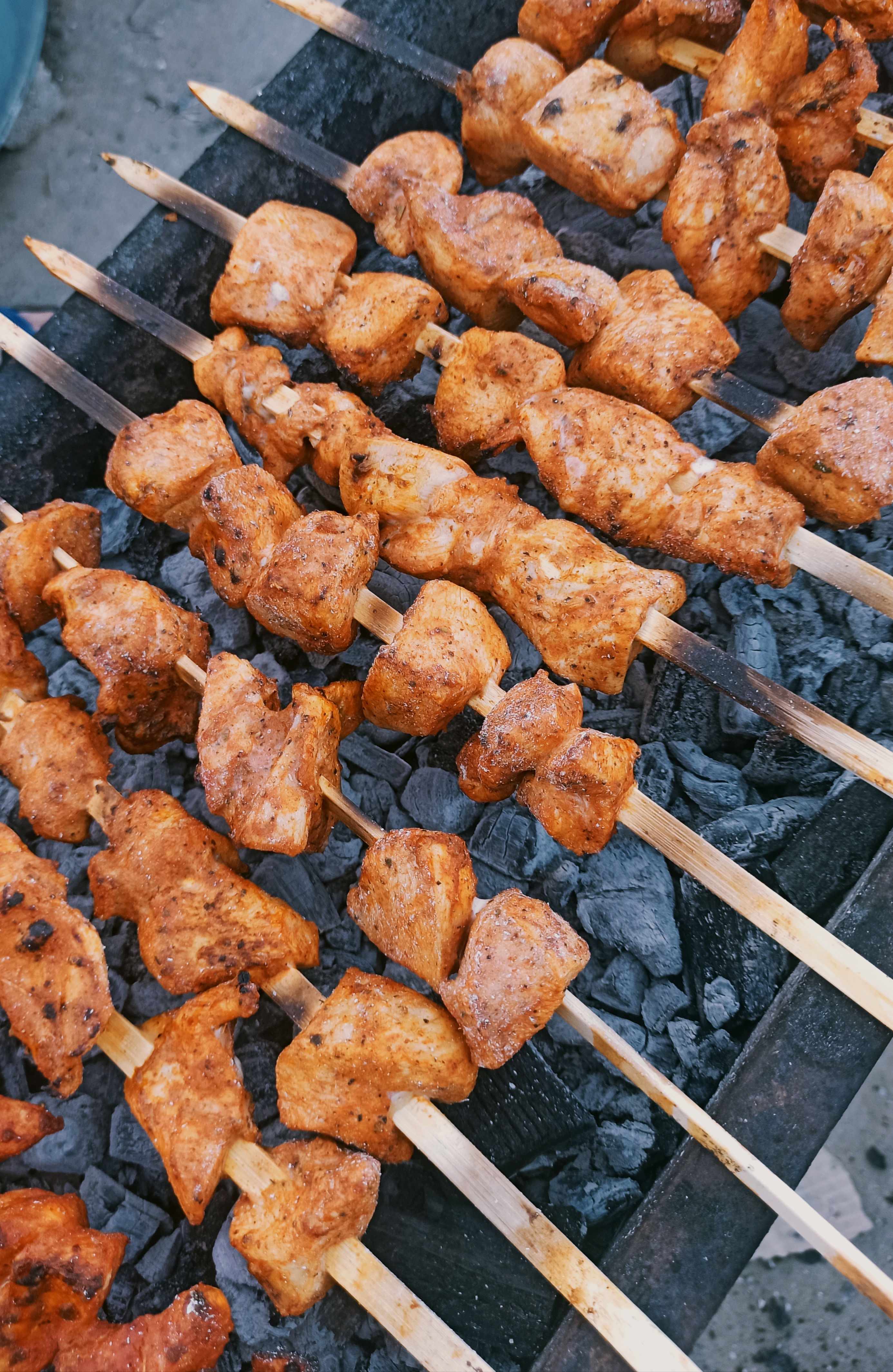
شيش طاووق على الفحم

شيش طاووق هي أكلة تتكون من كريات صغيرة من الدجاج متبلة بطرق مختلفة. من أشهر تتبيلاته نقع قطع الدجاج بالملح والبهار الأسود والخردل واللبن لساعات قبل شويه على نار خفيفة لفترة معتدلة. ويقدم عادة مع تغميص الثوم المصنوع من مسحوق الثوم وزيت الزيتون والقليل من البطاطا المسلوق لتخفيف حدة الثوم.
واشتهر في الفترة الأخيرة أسياخ شاورما الشيش طاووق الذي يشوى على سيخ عمودي ويشذ على صحون أو خبز ويمزج مع البطاطا المقلية والثوم والمخللات المالحة.
يتميز الشيش طاووق بخفته على المعدة ويكثر من تناوله مرضى الضغط والكوليسترول[بحاجة لمصدر] نظرًا لأنه ليس من اللحم الأحمر ولا يؤذيهم بالإضافة إلى مذاقه الذيذ.
تحتوي وجبة الشيش طاووق (300غ تقريباً)  على 296 وحدة حرارية.

## المكونات
- مكعبات صدور دجاج مخلية
- عصير ليمون
- كبير زيت نباتي
- كوب زبادي
- ثوم مفروم
- صلصة طماطم
- ملح
- زعتر مجفف
- فلفل أسود مطحون
- قرفة مطحونة
- بصل
- فلفل أخضر رومي
- بقدونس مقطع

## طريقة التحضير
1. نخلط الليمون والزيت والزبادي والثوم والطماطم والملح والزعتر والقرفة معًا.
2. نضع مكعبات الدجاج في خليط التتبيلة ونتركها في الثلاجة حتى تتشرب التتبيلة.
3. نضع مكعبات الدجاج في الاسياخ مع البصل والفلفل الاخضر، ثم نضع الأسياخ على الشواية مع التحريك حتى ينضج[3][4]